# Veerle Dejaeghere
Veerle Dejaeghere (Izegem, 1 augustus 1973) is een Belgische voormalige hardloopster, gespecialiseerd in de halve fond, veldlopen en later ook de marathon. Zij nam driemaal deel aan de Olympische Spelen, eenmaal op de 1500 m (2000), eenmaal op de 3000 m steeple (2008) en eenmaal op de marathon (2016).
Dejaeghere woont in Ardooie. Sinds februari 2007 liep zij voor de Antwerpse atletiekclub Hulshout, daarna sloot ze zich aan bij de Koninklijke Atletiek Vrienden Roeselare. Ze vierde zowel successen in het veldlopen als op de piste. Zo werd ze in 2014 voor de dertiende maal eindlaureate van de Belgische Crosscup. In haar atletiekloopbaan veroverde ze verscheidene nationale titels en vestigde negenmaal een Belgisch record.

## Beroeps
In 2001 werd Dejaeghere beroepsatlete bij BLOSO, voorheen was ze onderwijzeres in Izegem. Eind 2004 kreeg ze een contract bij Atletiek Vlaanderen. Na de zomer van 2005 verloor zij haar profcontract en ging opnieuw voor de klas staan. Na een sterk debuut op de 3000 m steeple kreeg ze in november 2006 opnieuw een profcontract bij BLOSO.
Haar topjaar was 2000. Tijdens de winter van dat jaar werd Dejaeghere eindlaureate van de Belgische Crosscup. Ze verbeterde ook het Belgisch record op de 3000 m indoor. Bij de Europese indoorkampioenschappen in Gent werd ze op datzelfde nummer negende in de finale. Ook de zomer was voor haar succesvol. Ze vestigde Belgische records op de 1500 m en 3000 m. Het oude BR op de 1500 m had zeventien jaar op naam gestaan van Betty Vansteenbroek. Hoogtepunt in dat jaar waren de Olympische Spelen van Sydney, waar ze goed presteerde in de reeksen en de finale op de 1500 m slechts op één plaats misliep. Dat jaar werd ze bekroond met de Gouden Spike.

## Blessures
De jaren die daarop volgden waren wisselvallig, hoofdzakelijk door enkele hardnekkige blessures, waardoor Dejaeghere soms lange tijd buiten strijd was. Toch slaagde ze er nog telkens in om zich voor de grote kampioenschappen (WK Edmonton 2001, EK München 2002 en WK Parijs 2003) te plaatsen. In 2004 kon ze zich net niet plaatsen voor de Olympische Spelen in Athene. In 2005 verkoos Veerle Dejaeghere de 5000 m boven de 1500 m en ze selecteerde zich dan ook op die afstand voor de WK in Helsinki.
Uit de korte overstap naar de 5000 m leerde Dejaeghere dat dit niet haar beste afstand was. Daarom koos ze in 2006 voor een overstap naar de 3000 m steeple. En met succes, want in haar eerste jaar op de steeple, verbeterde ze het Belgische record en werd ze vijfde tijdens de Europese kampioenschappen in Göteborg.

## Deelname aan OS 2008
Ook in 2007 zette Dejaeghere haar progressie verder door. Op een atletiekmeeting op 2 juni in Neerpelt dook zij voor de eerste maal onder de 9.30. Hiermee bleef ze ook voor de eerste keer onder de limiet voor de Olympische Spelen van 2008 in Peking. Dejaeghere verwierf helemaal zekerheid over haar olympische deelname, doordat ze zich tijdens de WK in Osaka voor de finale wist te plaatsen. In de finale legde ze beslag op een elfde plaats. Enkele weken later vestigde zij tijdens de Memorial Van Damme nog een Belgisch record op de ongebruikelijke 2 mijl (9.49,93).
In Peking ging Dejaeghere op de 3000 m steeple van start met de opdracht om zich in haar serie ofwel binnen de top vier te lopen, ofwel haar Belgisch record aan diggelen te lopen. Eén kilometer zag het er goed uit voor haar, maar toen kwam de weerbots in wat wellicht haar laatste steeplewedstrijd uit haar loopbaan werd. Zij viel terug naar plaats tien in een niet representatieve 9.54,65. Het was de 39e chrono van de 51 deelneemsters, waardoor meteen een punt achter haar olympisch avontuur werd geplaatst.

## Afscheid
Op 23 november 2008 was Dejaeghere present bij de Warandeloop in Tilburg, Nederland, waar ze de strijd aanbond met drievoudig winnares Aniko Kalovics (Hon.) en de Nederlandse loopsters Hilda Kibet en Adriënne Herzog. Kibet, die de wedstrijd over 8100 meter uiteindelijk zou winnen in 27.44, ging er al vroeg in de race vandoor, maar met Herzog trok Dejaeghere tot aan de finish op. Pas na een felle eindsprint gaf ze zich gewonnen, al werd voor beide kemphanen dezelfde tijd, 27.54, geklokt.
Een week later was de Belgische superieur in de veldloop om de Lotto Crosscup in Roeselare. Het werd echter een emotionele zege voor de 35-jarige atlete, want direct na afloop kondigde ze aan, dat ze haar atletiekloopbaan binnen enkele weken zou gaan beëindigen. "De Europese Veldloopkampioenschappen in Brussel over twee weken zijn het laatste kampioenschap waaraan ik deelneem. Maar ik zal niet helemaal afstand doen van mijn spikes. Misschien doe ik in januari nog wel aan een paar veldlopen mee", aldus Dejaeghere op 1 december 2008 op de IAAF-website.
Hoopte ze op de EK in Brussel in de top tien te kunnen finishen, in de praktijk bleek dat toch iets te hoog gegrepen. Gedurende vrijwel de gehele race was Dejaeghere rond de elfde plaats te vinden, maar aan het eind had ze niet meer de kracht om een eindsprint in te zetten. De West-Vlaamse eindigde ten slotte als veertiende, vlak achter olympisch steeplekampioene Goelnara Samitova-Galkina, die als twaalfde finishte.
Haar afscheidswedstrijd liep ze op 1 maart, waar ze voor de eerste maal de titel op de BK veldlopen veroverde en bovendien voor de achtste maal de Lotto crosscup won.

## Comeback
Amper één maand na haar officiële afscheid begon Veerle Dejaeghere aan een succesvolle tweede carrière op de weg, met onder andere zeges in Oostende, Knokke-Heist, Antwerpen en Gent. Deze successen gaven haar vertrouwen. In het najaar maakte zij tevens een comeback in het veld, wat een succes werd met haar eindoverwinning in de Crosscup in 2010, 2011 en 2012, alsook de Belgische titels in 2010, 2011 en 2012. De Crosscup heeft zij nu in totaal twaalf keer gewonnen en dat is meer dan wie dan ook.

## Politiek
Op 7 juni 2009 nam Dejaeghere voor de eerste maal deel aan de Vlaamse verkiezingen voor Groen!. Vanop de 21ste plaats in West-Vlaanderen behaalde ze 3.684 stemmen, wat niet volstond om verkozen te geraken.
In 2012 stelde Dejaeghere zich kandidaat voor de gemeenteraadsverkiezingen van 2012, ditmaal voor de partij SAMENPLUS (Ardooie) en werd verkozen. Voor de provincieraadsverkiezingen van hetzelfde jaar kreeg ze op de West-Vlaamse lijst van Groen de tweede plaats, maar raakte daar niet voor verkozen. Voor de Kamerverkiezingen van 2014 kreeg ze de tweede plaats op de West-Vlaamse lijst, maar raakte ook toen niet verkozen.
In 2018 stelde Dejaeghere zich opnieuw kandidaat voor de partij SAMENPLUS in de gemeente (Ardooie). Ook deze keer werd ze verkozen als gemeenteraadslid. Voor de provincieraadsverkiezingen van hetzelfde jaar stond ze op de West-Vlaamse lijst van Groen op de 3de plaats. Deze keer werd ze wel verkozen voor de provincieraad.
Bij de lokale verkiezingen van 2024 was ze opnieuw kandidaat voor gemeente en provincie, maar ze raakte op geen van beide lijsten herkozen.

## Belgische kampioenschappen
| Onderdeel               | Jaar                                                       |
| ----------------------- | ---------------------------------------------------------- |
| 1500 m                  | 2000, 2001, 2002, 2003, 2004, 2005, 2006, 2007, 2008, 2012 |
| 3000 m steeple          | 2006, 2007, 2008, 2013                                     |
| veldlopen (korte cross) | 2003                                                       |
| veldlopen               | 2009, 2010, 2011, 2012, 2014                               |

## Overige titels
- Eindlaureate Crosscup: 1998, 2000, 2004, 2005, 2006, 2007, 2008, 2009, 2010, 2011, 2012, 2013, 2014

## Persoonlijke records
Outdoor
| Onderdeel      | Prestatie       | Datum             | Plaats         |
| -------------- | --------------- | ----------------- | -------------- |
| 800 m          | 2.05,12         | 14 augustus 1998  | Edegem         |
| 1000 m         | 2.41,78         | 30 augustus 2004  | Zele           |
| 1500 m         | 4.05,05 (ex-NR) | 12 juli 2002      | Rome           |
| 1 mijl         | 4.29,93         | 2 augustus 2003   | Heusden-Zolder |
| 2000 m         | 5.42,15         | 14 juli 2001      | Heusden        |
| 3000 m         | 8.49,31 (NR)    | 15 juni 2000      | Helsinki       |
| 2 mijl         | 9.49,93 (NR)    | 14 september 2007 | Brussel        |
| 5000 m         | 15.19,73        | 8 juli 2005       | Rome           |
| 3000 m steeple | 9.28,47 (ex-NR) | 2 juni 2007       | Neerpelt       |

Indoor
| Onderdeel | Prestatie    | Datum            | Plaats |
| --------- | ------------ | ---------------- | ------ |
| 1500 m    | 4.18,26      | 8 februari 2009  | Gent   |
| 1 mijl    | 4.38,01      | 8 februari 2009  | Gent   |
| 3000 m    | 8.51,96 (NR) | 25 februari 2000 | Gent   |

Weg
| Onderdeel      | Prestatie | Datum             | Plaats    |
| -------------- | --------- | ----------------- | --------- |
| 10 km          | 32.28     | 6 september 2015  | Tilburg   |
| 15 km          | 54.23     | 29 september 2013 | Arnhem    |
| 10 mijl        | 55.51     | 23 september 2012 | Amsterdam |
| halve marathon | 1:14.04   | 27 oktober 2014   | Breda     |
| marathon       | 2:31.56   | 27 september 2015 | Berlijn   |

## Belangrijkste prestaties

### Internationaal
- 1997: EK veldlopen, 31e Oeiras (Portugal)
- 2000: EK Indoor 3000 m 9e finale Gent
- 2000: Olympische Spelen, 1500 m, 6e halve finale, Sydney
- 2001: WK 1500 m, 8e halve finale, Edmonton
- 2002: EK 1500 m, 7e reeksen, München
- 2003: WK 1500 m, 9e reeksen, Parijs
- 2004: WK indoor 3000 m, 10e finale, Boedapest
- 2004: EK veldlopen, 12e, Heringsdorf (Duitsland)
- 2005: EK indoor 3000 m, 10e finale, Madrid
- 2005: WK 5000 m, reeksen Helsinki
- 2005: EK veldlopen, 12e, Tilburg
- 2006: EK 3000 m steeple, 5e, Göteborg
- 2007: WK 3000 m steeple, 11e, Osaka
- 2008: EK veldlopen, 14e, Brussel
- 2013: EK veldlopen, 17e, Belgrado
- 2015: EK veldlopen, 14e, Hyeres
- 2016: OS marathon, 47e (2:37.39)

### Belgische records
- 2000: 3000 m: 8.49,31 in Helsinki
- 2000: 3000 m (indoor): 8.51,96 in Gent
- 2002: 2000 m: 5.42,15 in Heusden
- 2003: 1500 m: 4.05,05 in Rome
- 2007: 3000 m steeple: 9.28,47 in Neerpelt
- 2007: 2 mijl: 9.49,93 in Brussel

## Onderscheidingen
- Gouden Spike voor beste vrouwelijke belofte: 1999
- Gouden Spike: 2000
- West-Vlaamse sportvrouw: 2006, 2007